# Tommaso Constantino
Tommaso Costantino, född 23 juni 1885 i Tunis, död 28 februari 1950 i Brindisi, var en italiensk fäktare.
Constantino blev olympisk guldmedaljör i florett och värja vid sommarspelen 1920 i Antwerpen.